# SWB-Typ R1.1
Der Typ R1.1 der Stadtwerke Bonn (SWB) ist der erste bei der Straßenbahn Bonn im Linienverkehr eingesetzte niederflurige Fahrzeugtyp. Der Hersteller Duewag lieferte die 24 Fahrzeuge im Jahr 1994. Es handelt sich um dreiteilige Gelenkwagen mit aufgesattelten Endwagen und langem Mittelteil. Seit Januar 2025 werden die Fahrzeuge an die Straßenbahn Posen abgegeben.

## Technik und Aufbau
Der grundsätzliche Aufbau entspricht dem Fahrzeugtyp MGT6D. An den Enden befinden sich die standardmäßigen zweiachsigen Triebdrehgestelle, über welchen der Fußboden 560 mm über der Schienenoberkante und mit einer Stufe vom Niederflurbereich abgetrennt liegt. Sie sind in der Normalspur-Ausführung innengelagert und jeder Radsatz wird durch eine quer angeordnete, abgefederte und 103 kW leistende Drehstrom-Asynchronmaschine angetrieben.
Unter dem Mittelteil gibt es zwei einzelne, antriebslose Losradpaare und der Fußboden ist vollständig niederflurig bei 352 mm über der Schienenoberkante. Die SWB lehnten jedoch die beim MGT6D angewendeten Einzelrad-Einzelfahrwerke ab. Stattdessen erhielten die Fahrzeuge Drehgestelle, die jeweils vom benachbarten Gelenk aus mechanisch gelenkt werden. Erprobt wurde diese Lösung zuvor am NGT6C Nr. 451 der Straßenbahn Kassel. Später wurde sie auch beim Rheinbahn-Typ NF6 angewendet. Die Primärfederstufe ist als Gummifeder ausgeführt, die Sekundärfederstufe als Gummi- und Stahl-Schraubenfeder.
Die elektrische Ausrüstung von Siemens entspricht weitgehend den MGT6D der Bogestra und der FGV-Baureihe 3800. Auch die Türanordnung entspricht den Bogestra-MGT6D. Die R1.1 sind mit 2,4 statt 2,3 Metern jedoch etwas breiter und der mittlere Wagenteil ist fünf Zentimeter länger. Die Wagenkästen sind aus nichtrostendem Stahl gefertigt.

## Einsatz
In Bonn bedienen die Fahrzeuge die verbliebenen, nicht dem Stadtbahnnetz zugeordneten Straßenbahnlinien. 2013 entschlossen sich die SWB, die R1.1 aufgrund ihres schlechten Allgemeinzustandes durch Neufahrzeuge zu ersetzen. Dies führte schließlich zur Beschaffung des Typs 41T des Herstellers Škoda, dessen erste Exemplare seit Ende 2024 zum Einsatz kommen. Ende 2024 wurde mit dem Betreiber der Straßenbahn Posen, MPK Poznań, ein Vertrag zum Verkauf der R1.1 abgeschlossen. Dort sollen die Fahrzeuge kurzfristig den Anteil von Zweirichtungs- und Niederflurwagen am Fahrzeugbestand erhöhen. Als erstes Exemplar wurde Wagen 9460 Ende Januar 2025 nach Posen transportiert. Die weiteren Fahrzeuge sollen bis Ende 2025 folgen. Abhängig vom Zustand, beispielsweise bei schweren Unfallschäden, werden möglicherweise nicht alle Wagen übernommen.